# Tillandsia ehlersiana
Tillandsia seleriana là một loài thuộc chi Tillandsia.

## Hình ảnh

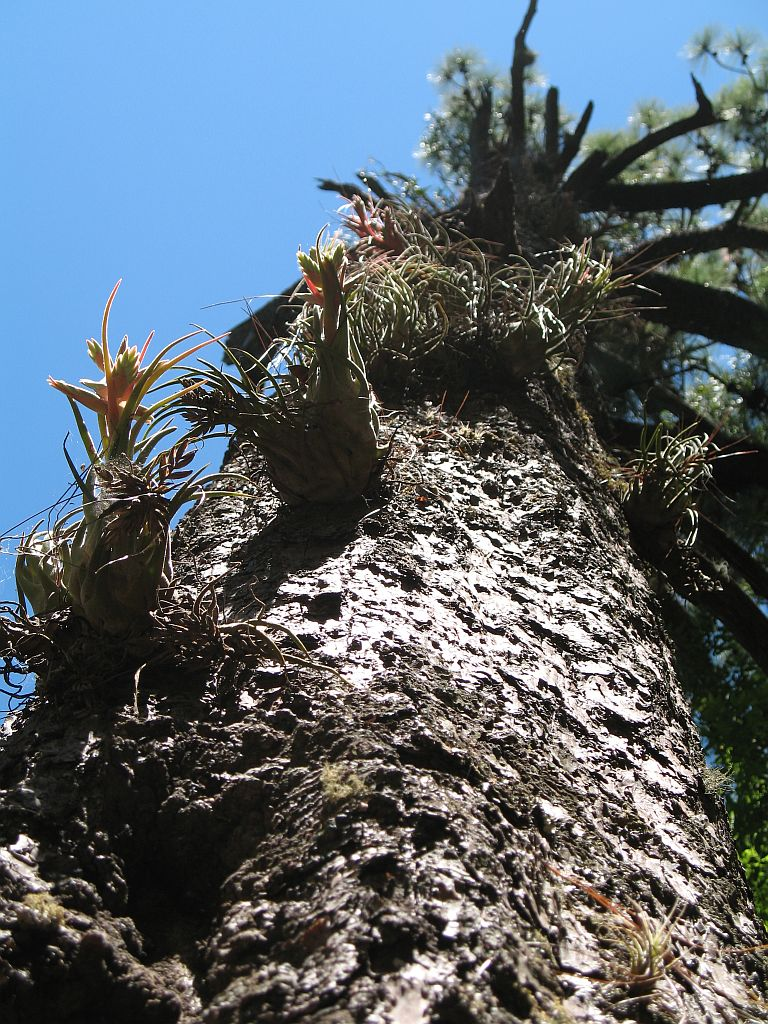
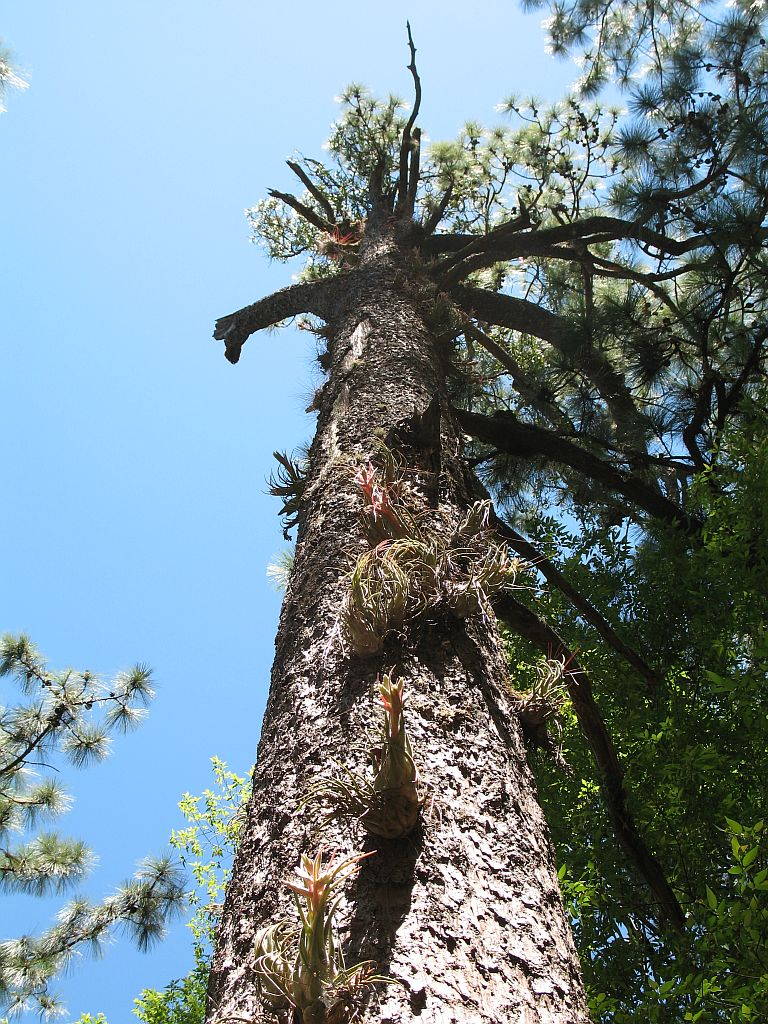
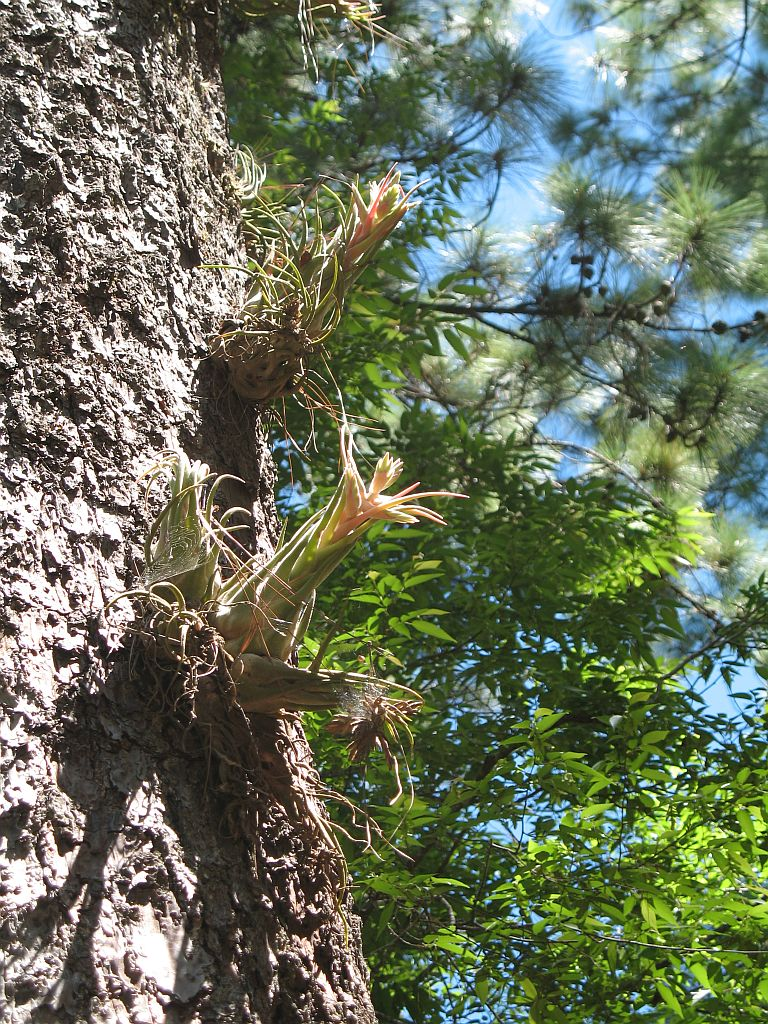

## Giống
- Tillandsia 'Lucille'
- Tillandsia 'Peltry Jellyfish'
- Tillandsia 'Pink Panther'